# Батрик, Мерритт
Мерритт Батрик (англ. Merritt Butrick; 3 сентября 1959, Гейнсвилл, Флорида — 17 марта 1989, Голливуд, Калифорния) — американский актёр.

## Биография
Мерритт Батрик родился 3 сентября 1959 года в Гейнсвилле, штат Флорида. В 1977 году окончил Высшую школу Тамальпайс в Милл-Валли, Калифорния, а затем поступил в Калифорнийский институт искусств, откуда вскоре был отчислен.
Актёрскую карьеру начал в 1981 году с небольшой роли на телевидении. Через год получил главную роль в комедийном ситкоме «Неудачники», но после первого сезона шоу было снято с показа. В том же году появился на большом экране в роли Дэвида Маркуса в научно-фантастическом фильме Николаса Мейера «Звёздный путь 2: Гнев Хана». Эту же роль он исполнил в 1984 году в продолжении фильма «Звёздный путь 3: В поисках Спока», где его персонаж был убит. В дальнейшем он снялся ещё в ряде кинокартин, среди которых «Контора» (1986), «Стыдливые люди» (1987) и «Ночь страха 2» (1988).
Батрик умер от токсоплазмоза, осложнённого СПИДом, 17 марта 1989 года, в возрасте 29 лет. Некоторые источники утверждают, что Батрик был геем. Кёрсти Элли, его коллега по фильму «Звёздный путь 2: Гнев Хана», в одном из интервью рассказала, что он был бисексуалом.

## Фильмография
| Год       |   | Русское название                   | Оригинальное название               | Роль              |
| --------- | - | ---------------------------------- | ----------------------------------- | ----------------- |
| 1981      | с | Блюз Хилл-стрит                    | Hill Street Blues                   | насильник         |
| 1981      | ф | Блеск в траве                      | Splendor in the Grass               | Гленн             |
| 1981      | с | Калифорнийский дорожный патруль    | CHiPs                               | Майкл             |
| 1982      | ф | Звёздный путь 2: Гнев Хана         | Star Trek II: The Wrath of Khan     | Дэвид Маркус      |
| 1982      | ф | Влипли!                            | Zapped!                             | Гэри Кутер        |
| 1982—1983 | с | Неудачники                         | Square Pegs                         | Джонни Слэш       |
| 1983      | ф | Когда твой возлюбленный уходит     | When Your Lover Leaves              | Аарон Скотт       |
| 1984      | с | Слава                              | Fame                                | Билли Кристиансен |
| 1984      | ф | Звёздный путь 3: В поисках Спока   | Star Trek III: The Search for Spock | Дэвид Маркус      |
| 1984      | ф | Сладкая месть                      | Sweet Revenge                       | Пол Деннисон      |
| 1985      | с | Бумажная погоня                    | The Paper Chase                     | Шаффер            |
| 1985      | ф | Обещания сдерживают                | Promises to Keep                    | Рег               |
| 1985      | ф | Контора                            | Head Office                         | Джон Хадсон       |
| 1986      | ф | Кровь и орхидеи                    | Blood & Orchids                     | Дуэйн Йорк        |
| 1986      | ф | Дилижанс                           | Stagecoach                          | лейтенант Бланшар |
| 1986      | ф | Когда тайное становится явным      | When the Bough Breaks               | Тим Крюгер        |
| 1986      | ф | Запрограммированный на убийство    | Wired to Kill                       | Ригус             |
| 1987      | ф | Стыдливые люди                     | Shy People                          | Майк              |
| 1987      | с | История Вьетнамской войны          | Vietnam War Story                   | Сиска             |
| 1987      | с | Красавица и чудовище               | Beauty and the Beast                | Шейк              |
| 1987      | с | Закон и Гарри МакГроу              | The Law & Harry McGraw              | Дрю Адамс         |
| 1987      | с | Охара                              | Ohara                               | Пит Нолан         |
| 1988      | с | Джейк и толстяк                    | Jake and the Fatman                 | Тэйлор Флеминг    |
| 1988      | с | Звёздный путь: Следующее поколение | Star Trek: The Next Generation      | Т'Джон            |
| 1988      | ф | Ночь страха 2                      | Fright Night Part 2                 | Ричи              |
| 1988      | с | Хуперман                           | Hooperman                           | Арчи Гринвуд      |
| 1989      | ф | Из глубокой ночи                   | From the Dead of Night              | Рик               |
| 1989      | ф | Ведьма-стерва                      | Death Spa / Witch Bitch             | Дэвид Эйвери      |